# Sophie Polkamp
Sophie Polkamp (ur. 2 sierpnia 1984) – holenderska hokeistka na trawie. Dwukrotna złota medalistka olimpijska.
W reprezentacji Holandii debiutowała w 2005. Brała udział w dwóch igrzyskach (IO 08, IO 12), na obu zdobywała złote medale. Z kadrą brała udział m.in. w mistrzostwach świata w 2006 (tytuł mistrzowski) i 2010 (srebro) oraz kilku turniejach Champions Trophy (zwycięstwa w 2005 i 2007) i mistrzostwach Europy (złoto w 2005, 2009 i 2011). Łącznie w kadrze rozegrała 116 spotkań (2 gole).